# Uwe Sauer
Uwe Sauer (ur. 30 sierpnia 1943 w Hamburgu) – niemiecki jeździec sportowy. Złoty medalista olimpijski z Los Angeles.
Sukcesy odnosił w dresażu. Reprezentował barwy RFN. Zawody w 1984 były jego jedynymi igrzyskami olimpijskimi. W 1984 był szósty w konkursie indywidualnym i zwyciężył w drużynie. Startował na koniu Montevideo, a drużynę poza nim tworzyli Reiner Klimke i Herbert Krug. Zdobywał również złote medale mistrzostw Europy w tej konkurencji (1983 i 1985), indywidualnie był trzeci w 1983.